# 南品
南品（1917年2月—2006年10月27日），河南省沁阳县人，中国人民解放军开国大校。

## 生平
1936年10月参加山西军政训练班，1940年5月加入中国共产党。历任山西新军决死一总队排长、连长、副营长和支队长，山西新军二一二旅侦察科长。1941年在晋南反扫荡战斗中负伤被俘，被日寇押往抚顺煤矿做‘特殊工人”。
1945年日本投降后，南品在沈阳出狱。组织在沈阳市、本溪市、抚顺市的被俘八路军五千余人。被编为八路军冀热辽军区特务第一团，南品任团长、高光鉴任政委。1945年11月任辽宁军区保安第三旅（旅长彭龙飞、副政委刘振华)）副旅长。后任通辑警备区副司令员。警备区改编为辽宁军区第一军分区，任副司令员兼参谋长。
中华人民共和国成立后，任军委装甲兵司令部情报处长、第一战车学校训练部长、装甲兵学院军事科学研究部部长，高等军事学院战略教研室教员、中国人民解放军军事学院训练部研究部研究员等职。1982年正军职离职休养。
1955年授予大校军衔。